# NGC 1085
NGC 1085 é uma galáxia espiral (Sbc) localizada na direcção da constelação de Cetus. Possui uma declinação de +03° 36' 28" e uma ascensão recta de 2 horas, 46 minutos e 25,2 segundos.
A galáxia NGC 1085 foi descoberta em 26 de Setembro de 1865 por Heinrich Louis d'Arrest.